# Partigiani lettoni
I partigiani lettoni erano i combattenti che intrapresero in Lettonia azioni di guerriglia contro i sovietici durante e dopo la seconda guerra mondiale.

## Conseguenze della prima guerra mondiale

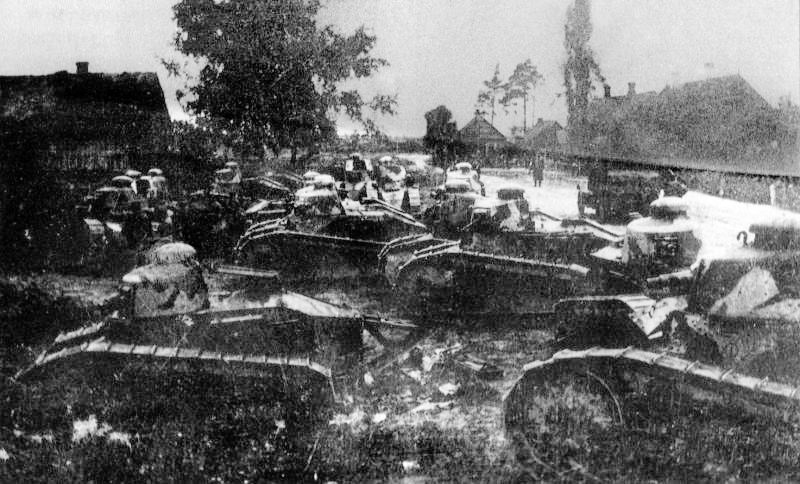
Letgallia (Dünaburg), 1919

Le decisioni dei congressi del 1917 e la dichiarazione d'indipendenza del 18 novembre 1918, la quale prevedeva la Letgallia come parte dello stato lettone, spinsero sia l'esercito lettone che i partigiani locali a lottare per la liberazione della regione. Si trattò di un'operazione difficile, considerando le mire espansionistiche della RSFS Russa, della Seconda Repubblica polacca e della Repubblica Popolare Bielorussa. Si trattò del primo caso in cui si costituirono movimenti partigiani nello Stato baltico: gli ideali di autodeterminazione avevano fatto leva su molte persone a seguito della creazione di un Paese che non era mai stato fino ad allora indipendente nella sua storia.
Il 10 giugno 1919 il riorganizzato esercito lituano lettone raggiunse il territorio controllato dai partigiani (Armata Verde). A partecipare furono anche ebrei lettoni.

## Seconda guerra mondiale

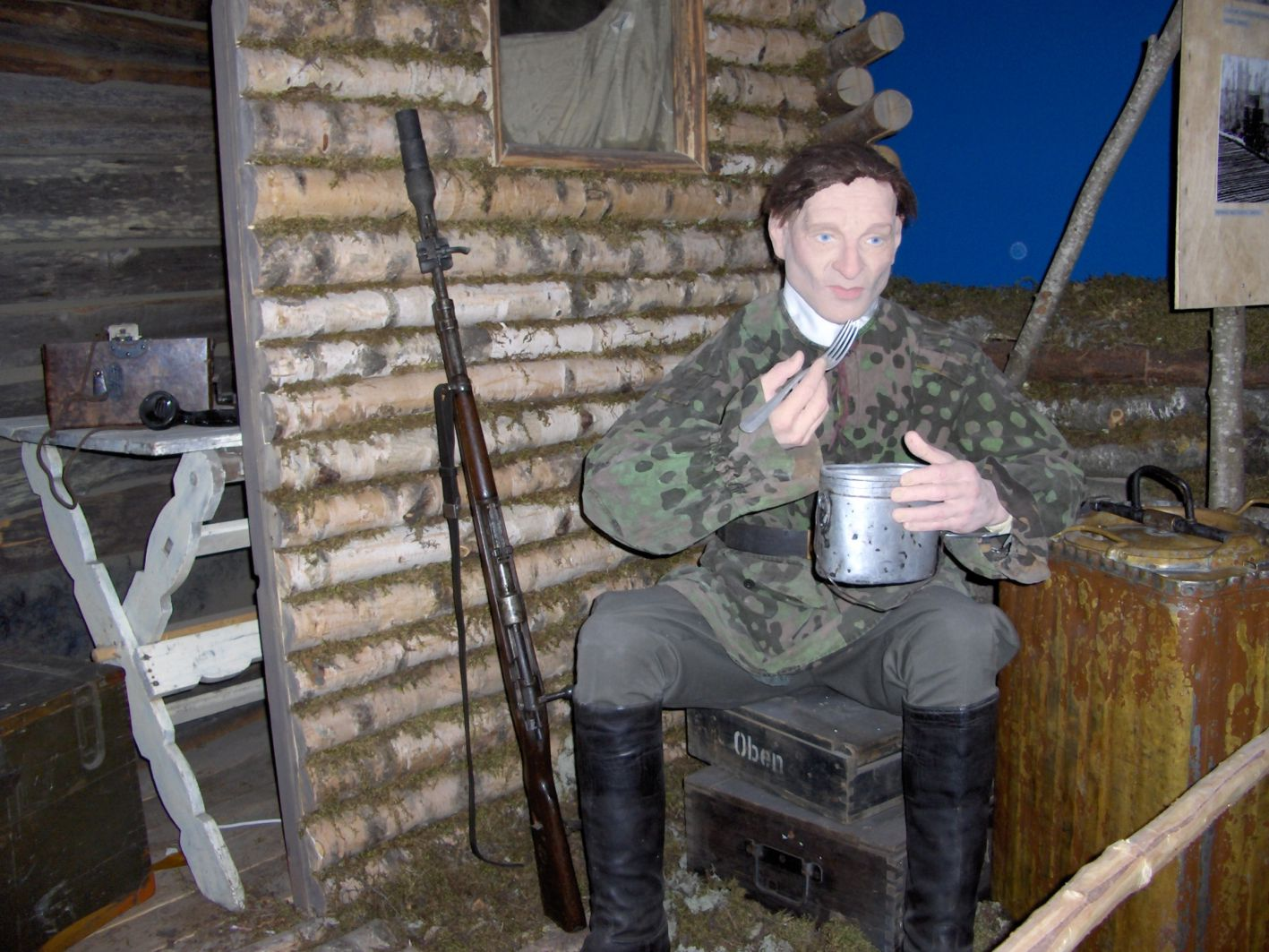
Manichino di un partigiano filo-indipendentista lettone nel Museo della guerra lettone, 2006

I partigiani filo-indipendentisti lettoni intrapresero azioni guerriglia contro i sovietici durante l'occupazione sovietica della Lettonia nel 1940, avvenuta quando nel resto del continente imperversava la seconda guerra mondiale (l'URSS era ancora neutrale) e poi nel 1944, quando l'Armata Rossa stava avanzando verso ovest a danno dei tedeschi in ritirata. La riconquista della Lettonia portò alla costituzione per la seconda volta della Repubblica Socialista Sovietica Lettone. Simili gruppi di resistenza antisovietica si formarono in Estonia, Lituania, Bielorussia, Polonia, Romania e Galizia.
Con l'intensificarsi della repressione stalinista negli anni seguenti, migliaia di residenti in Lettonia si nascosero nelle vaste foreste del Paese sfruttandole come rifugio naturale e base operativa per la resistenza armata antisovietica.
Le unità di resistenza variavano per dimensioni e composizione, spaziando da combattenti che agivano individualmente, armati principalmente per autodifesa, a cellule di grande dimensione e ben organizzate, in grado di impegnare in maniera più seria negli scontri le forze sovietiche.

### "Tra due giganti"
Le dichiarazioni degli Alleati quali la Carta Atlantica (emessa nel 1941) sembravano offrire la possibilità alla Lettonia nello scenario postbellico di svilupparsi a livello politico, economico, sociale, diplomatico, ecc.. Avendo già sperimentato una prima occupazione sovietica e andando incontro a quella tedesca, molti lettoni non erano disposti ad accettare un'altra occupazione, trovandosi esposti alla compressione "tra due giganti". Fu la falsa speranza di vedere ripristinata la propria sovranità che spinse i baltici ad assistere i nazisti nella loro campagna verso est.
Nelle prime settimane dell'operazione Barbarossa, la Lettonia venne invasa dal gruppo dell'Heeresgruppe Nord e l'avanzata tedesca fu così rapida che migliaia di truppe dell'Armata Rossa vennero scavalcate senza che fossero state fatte prigioniere. Migliaia di lettoni si unirono alle unità partigiane che erano organizzate da ufficiali lettoni nella retroguardia della prima linea sovietica. I partigiani filo-indipendentisti, i quali agirono anche davanti alla prima linea tedesca, espugnarono Sigulda il 2 luglio, due giorni prima che giungesse la Wehrmacht. Il 5 luglio fu la volta di Alūksne, ma in quest'occasione uomini ben equipaggiati dell'Armata Rossa che si ritiravano dai tedeschi raggiunsero la città, comportando l'allontanamento volontario da parte dei partigiani. Il mattino seguente, quando i sovietici se ne andarono la città, i lettoni tornarono nuovamente a presidiarla: i nazisti vi giunsero il 7 luglio. Nel villaggio di Malaupe i partigiani attaccarono il quartier generale della 183ª Divisione dei fucilieri e, nel corso degli scontri, uccisero il comandante nemico e diversi ufficiali del personale, oltre a requisire rifornimenti e mezzi di trasporto. L'8 luglio l'Armata Rossa ripiegò oltre il confine lettone.
Durante l'occupazione tedesca iniziarono i preparativi per le operazioni dei partigiani in Curlandia, ma gli esponenti principali delle unità che dovevano prenderne parte furono arrestati dalle autorità naziste. Durante gli ultimi mesi di guerra presero forma unità di resistenza più longeve; a comporle erano spesso soldati della Legione lettone e civili. L'8 settembre 1944 a Riga, la guida del Consiglio centrale lettone emanò una dichiarazione in cui si sanciva il ripristino della sovranità dello Stato lettone, giorno in cui fu sciolta. Tale mossa politica avvenne allo scopo di sancire de facto l'indipendenza della Repubblica di Lettonia, nella speranza di ottenere un appoggio della comunità internazionale mentre tedeschi e sovietici erano assorbiti dai combattimenti. Il documento prescriveva che la Satversme (ovvero la Costituzione) assumesse il ruolo di legge fondamentale nella restaurata Repubblica di Lettonia: inoltre, sarebbe stata prevista l'istituzione di un Consiglio dei Ministri che avrebbe supervisionato le procedure.
In molti casi i lettoni compirono azioni di resistenza anti-nazista. Alcuni dei più importanti successi del Consiglio centrale lettone sono legati al campo militare: si pensi al gruppo del generale Jānis Kurelis (i cosiddetti "cureliani") e al battaglione del tenente Roberts Rubenis che condusse la lotta armata contro le forze delle Waffen-SS.
Le operazioni partigiane filo-naziste in Lettonia ebbero una qualche sorta di autorizzazione di Adolf Hitler, quando avvenne un completo ritiro dall'Estonia a metà settembre 1944. L'Heeresgruppe Kurland, arresasi solo al termine del conflitto a arrendersi, rimase intrappolata in Curlandia nel 1945. Dopo l'8 maggio 1945, giorno in cui si arrese la Germania, circa 4.000 membri della legione fuggirono nelle foreste perché temevano persecuzioni nei loro confronti da parte dei sovietici. Altri, come i comandanti delle SS Waffen Alfons Rebane e Alfrēds Riekstiņš fuggirono in Regno Unito e in Svezia e parteciparono alle operazioni di intelligence degli Alleati in aiuto dei partigiani.
Il numero di ribelli aumentò quando i bolscevichi imposero coscrizioni forzate in Lettonia dopo la guerra, causando penuria di uomini arruolati in alcuni distretti. Quando cominciarono le deportazioni, sempre più persone si convinsero ad eludere le autorità nelle foreste e in alcuni casi si trattava di disertori.

## La guerra partigiana
Non vi fu alcun sostegno significativo ai partigiani dai Paesi occidentali. La maggior parte degli agenti inviati appartenevano ai servizi segreti segreti britannici (MI6), americani e svedesi, inviati tra il 1945 e il 1954 (circa 25 agenti), furono arrestati dal KGB prima di entrare in contatto con i partigiani. Anche questo risicato supporto calò in modo significativo dopo che l'operazione Giungla dell'MI6 compromise gravemente le attività delle spie britanniche (Kim Philby e altri): la trasmissione di informazioni ai sovietici, consentì al KGB di identificare, infiltrarsi ed eliminare molte unità partigiane lettoni e tagliarne altre da ogni ulteriore contatto con agenti dell'intelligence occidentale.
Il conflitto tra le forze armate sovietiche e i combattenti lettoni durò oltre un decennio e costò qualche migliaia di vittime. Le stime per il numero di combattenti in ciascun paese variano: Misiunas e Taagepera stimano che a morire furono 10.000-15.000 ribelli in Lettonia.
Il picco di combattenti attivi fu compreso tra 10.000 e 15.000, mentre il numero totale di baltici coinvolti tra 1945 al 1956 ammontò a 150.000 (30.000 estoni, 40.000 lettoni e 80.000 lituani). Plakans attesta fino a 12.000 partigiani sparpagliati in 700 gruppi durante il decennio 1945–55, ma i dati definitivi non sono disponibili. Nel tempo, i rivoltosi soppiantarono le loro armi tedesche con quelle russe e tentarono di dar luogo a delle organizzazioni che potessero coadiuvare e coordinare le proprie attività: fu in questo contesto che presero forma l'Associazione nazionale partigiana lettone di Vidzeme e della Letgallia, l'organizzazione partigiana della Curlandia settentrionale, l'organizzazione nazionale partigiana lettone della Curlandia, l'associazione dei difensori lettoni della patria e i "Falchi Patriottici" nel sud della Curlandia. Con le circa 3000 incursioni compiute, i partigiani inflissero danni al personale militare sovietico, ad esponenti politici (in particolare nelle aree rurali), edifici e depositi di munizioni. Le autorità comuniste riferivano che 1.562 membri del personale sovietico erano stati uccisi e 560 risultavano feriti durante l'intero periodo in cui fu attivo il movimento di resistenza.
I partigiani nazionali lettoni furono più attivi nelle regioni esterne e sulla costa livoniana. Le foreste nascondevano i quartier generali dei partigiani, i depositi di armi e le apparecchiature utilizzate per stampare volantini e giornali clandestinamente pubblicati. Le zone in cui risultarono più presenti includevano il distretto di Abrene, Ilūkste, Dundaga, Taurkalne, Lubāna, Aloja, Smiltene, Rauna e Līvāni: nelle regioni settentrionali, i lettoni avevano provveduto a mettersi in contatto con i militanti estoni. I sovietici diedero luogo ad una serie di cacce all'uomo consolidando gradualmente il proprio dominio nelle città, prima di passare alle più problematiche zone rurali.

### Declino dei movimenti di resistenza
Per distruggere la base partigiana di sostegno, nel marzo del 1949 ebbe luogo una grande deportazione. La maggior parte dei sostenitori furono deportati e altri furono costretti a unirsi ai kolkhoz. All'inizio degli anni '50, le forze sovietiche avevano sradicato la maggior parte della resistenza nazionale lettone. L'intervento del KGB e dell'NKVD risultò fondamentale per scontrare la creazione di nuovi nuclei: grazie anche ad una serie di deportazioni, i Fratelli della foresta potevano dirsi scomparsi nel 1957. Molti dei combattenti ancora attivi deposero le armi già prima, quando fu offerta un'amnistia dalle autorità sovietiche dopo la morte di Iosif Stalin nel 1953. Negli anni '60 gli scontri avvenuti vanno considerati come episodi isolati: frattanto, nello stesso lasso di tempo, alcuni dei deportati iniziarono gradualmente a far ritorno nella patria d'origine. È noto che gli ultimi lettoni che continuarono a sfuggire alla cattura si diedero alla macchia fino agli anni '80, fase in cui la Lettonia stava premendo per l'indipendenza con mezzi pacifici(si pensi alla catena baltica o alla rivoluzione cantata). La Lettonia riguadagnò la propria indipendenza nel 1991.

## Conseguenze
Molti partigiani lettoni continuarono a sperare che le ostilità della guerra fredda tra il Blocco occidentale, che non aveva mai riconosciuto come legittima l'annessione sovietica ai sensi della dottrina Stimson, e il Blocco orientale potessero degenerare in un conflitto armato, mai avvenuto, portando al ripristino dell'indipendenza in Lettonia.
Dato che il conflitto risultò relativamente privo di documenti da parte dell'Unione Sovietica (i combattenti lettoni non vennero mai ufficialmente riconosciuti e indicato come "banditi e fuorilegge"), alcuni considerano la lotta sovietico-lettone nel suo insieme come una guerra sconosciuta o dimenticata.

## Curiosità
L'ultimo Fratello della Foresta ancora attivo fu Jānis Pīnups (1925-2007), divenuto un cittadino regolare solo il 9 maggio 1995. Nel 1944 si recò nella foresta come membro di un'organizzazione di resistenza chiamata "Non servire l'esercito degli occupanti". Jānis Pīnups non ricevette mai un passaporto sovietico e risultava inesistente all'anagrafe durante l'occupazione sovietica. Il suo nascondiglio si trovava nella foresta del distretto di Preiļi, nella parrocchia di Pelēči. Nel 1995, quando gli fu rilasciato il passaporto della Lettonia, Jānis Pīnups disse che aspettava celato nella natura il giorno in cui avrebbe potuto visitare Riga in uno Stato di nuovo indipendente.